# Relais 4 × 400 mètres masculin aux championnats du monde d'athlétisme 2023
Pour des articles plus généraux, voir Championnats du monde d'athlétisme 2023 et Relais 4 × 400 mètres aux championnats du monde d'athlétisme.
Navigation
Eugene 2022 Tokyo 2025
L'épreuve du relais 4 × 400 mètres masculin des championnats du monde de 2023 se déroule les 26 et 27 août 2023 au sein du Centre national d'athlétisme à Budapest, en Hongrie.

## Qualification
Les 8 nations finalistes du relais 4 × 400 m masculin des championnats du monde 2022 sont automatiquement qualifiés pour ces championnats du monde 2023. Les autres nations sont qualifiées par le biais du classement mondial World Athletics, la période de qualification est comprise entre le 31 juillet 2022 et le 30 juillet 2023.

## Engagés
| - États-Unis - Sri Lanka - Italie - Inde - Trinité-et-Tobago - Kenya - Royaume-Uni - Jamaïque - Botswana | - Espagne - Allemagne - Pays-Bas - Japon - France - Belgique - Tchéquie - Hongrie |

## Résultats

### Séries
Les 3 premiers de chaque série (Q) et les 2 meilleurs temps (q) accèdent à la finale.
| Rang | Série | Couloir | Pays              | Athlètes                                                                       | Temps          | Notes |
| ---- | ----- | ------- | ----------------- | ------------------------------------------------------------------------------ | -------------- | ----- |
| 1    | 1     | 9       | États-Unis        | Trevor Bassitt, Matthew Boling, Christopher Bailey, Justin Robinson            | 2:58.47        | Q     |
| 2    | 1     | 4       | Inde              | Mohammad Anas, Amoj Jacob, Muhammed Ajmal Variyathodi, Rajesh Ramesh           | 2:59.05        | Q AR  |
| 3    | 1     | 3       | Royaume-Uni       | Lewis Davey, Charles Dobson, Rio Mitcham, Alex Haydock-Wilson                  | 2:59.42 [.412] | Q SB  |
| 4    | 1     | 1       | Botswana          | Zibane Ngozi, Baboloki Thebe, Laone Ditshetelo, Leungo Scotch                  | 2:59.42 [.420] | q SB  |
| 5    | 2     | 3       | Jamaïque          | Rusheen McDonald, Jevaughn Powell, Zandrion Barnes, D'Andre Anderson           | 2:59.82        | Q SB  |
| 6    | 2     | 6       | France            | Ludvy Vaillant, Loïc Prévot, David Sombé, Téo Andant                           | 3:00.05        | Q SB  |
| 7    | 2     | 5       | Italie            | Davide Re, Edoardo Scotti, Lorenzo Benati, Alessandro Sibilio                  | 3:00.14        | Q SB  |
| 8    | 2     | 2       | Pays-Bas          | Liemarvin Bonevacia, Terrence Agard, Ramsey Angela, Isaya Klein Ikkink         | 3:00.23        | q SB  |
| 9    | 2     | 4       | Belgique          | Julien Watrin, Dylan Borlée, Robin Vanderbemden, Alexander Doom                | 3:00.33        | SB    |
| 10   | 1     | 2       | Japon             | Naohiro Jinushi, Fuga Sato, Kentarō Satō, Yuki Joseph Nakajima                 | 3:00.39        | SB    |
| 11   | 2     | 9       | Allemagne         | Jean Paul Bredau, Marvin Schlegel, Marc Koch, Manuel Sanders                   | 3:00.67        | SB    |
| 12   | 1     | 6       | Tchéquie          | Matěj Krsek, Pavel Maslák, Vít Müller, Patrik Šorm                             | 3:00.99        | NR    |
| 13   | 2     | 8       | Kenya             | Kennedy Kimeu Muthoki, Zablon Ekhal Ekwam, Kelvin Sane Tauta, Wyclife Kinyamal | 3:01.41        | SB    |
| 14   | 1     | 8       | Trinité-et-Tobago | Renny Quow, Asa Guevara, Shakeem McKay, Jereem Richards                        | 3:01.54        | SB    |
| 15   | 1     | 5       | Espagne           | Iñaki Cañal, Samuel García, Bernat Erta, Óscar Husillos                        | 3:02.64        | SB    |
| 16   | 1     | 7       | Hongrie           | Ernó Steigerwald, Zoltán Wahl, Árpád Kovács, Attila Molnár                     | 3:02.65        | NR    |
| 17   | 2     | 7       | Sri Lanka         | Aruna Dharshana, Rajitha Nernajan Rajakaruna, Pabasara Niku, Kalinga Kumarage  | 3:03.25        |       |

### Finale
Les temps de chaque relayeur sont indiqués entre parenthèses.
| Rang               | Couloir | Pays            | Athlètes                                                                                               | Temps         | Notes |
| ------------------ | ------- | --------------- | --- | ------------- | ----- |
| Médaille d'or      | 8       | États-Unis      | Quincy Hall (44 s 78) Vernon Norwood (43 s 77) Justin Robinson (44 s 75) Rai Benjamin (44 s 01)        | 2 min 57 s 31 | WL    |
| Médaille d'argent  | 7       | France          | Ludvy Vaillant (45 s 42) Gilles Biron (44 s 30) David Sombé (44 s 66) Téo Andant (44 s 07)             | 2 min 58 s 45 | NR    |
| Médaille de bronze | 9       | Grande-Bretagne | Alex Haydock-Wilson (45 s 70) Charles Dobson (43 s 75) Lewis Davey (45 s 37) Rio Mitcham (43 s 89)     | 2 min 58 s 71 | SB    |
| 4                  | 6       | Jamaïque        | Rusheen McDonald (45 s 16) Roshawn Clarke (45 s 12) Zandrion Barnes (44 s 88) Antonio Watson (44 s 18) | 2 min 59 s 34 | SB    |
| 5                  | 5       | Inde            | Mohammad Anas (45 s 45) Amoj Jacob (45 s 03) Muhammed Variyathodi (44 s 86) Rajesh Ramesh (44 s 58)    | 2 min 59 s 92 |       |
| 6                  | 3       | Pays-Bas        | Isayah Boers (46 s 01) Terrence Agard (43 s 99) Ramsey Angela (46 s 05) Isaya Klein Ikkink (44 s 35)   | 3 min 00 s 40 |       |
| 7                  | 4       | Italie          | Edoardo Scotti (45 s 72) Riccardo Meli (45 s 27) Lorenzo Benati (45 s 34) Davide Re (44 s 90)          | 3 min 01 s 23 |       |
|                    | 2       | Botswana        | Zibane Ngozi (45 s 89) Baboloki Thebe (44 s 13) Laone Ditshetelo (45 s 37) Leungo Scotch (44 s 55)     | DQ            |       |

## Légende
Records et Performances
- AR : Record continental (area record)
- CR : Record des championnats (championship record)
- MR : Record du meeting (meet record)
- NR : Record national (national record)
- OR : Record olympique (olympic record)
- PR : Record paralympique (paralympic record)
- PB : Record personnel (personal best)
- SB : Meilleure performance personnelle de la saison (season's best)
- WL : Meilleure performance mondiale de l'année (world leader)
- WJR : Record du monde junior (world junior record)
- WR : Record du monde (world record)

Circonstances et Conditions
- DNF : N'a pas terminé (did not finish)
- DNS : N'a pas pris le départ (did not start)
- DQ : Disqualification (disqualification)
- NM : Aucun essai valable enregistré (No Mark)
- Q : Qualifié « directement » au prochain tour (ou à la prochaine compétition), lors d'une compétition majeure, grâce au classement ou à la réalisation des minima (automatic qualifier)
- q : Qualifié au prochain tour (ou à la prochaine compétition), lors d'une compétition majeure, grâce au repêchage ou à la réalisation de l'une des meilleures performances parmi celles des « non qualifiés directement » (grâce au meilleur temps ou à la meilleure distance par exemple) (secondary qualifier)